# Stångören (vid Gyltö, Korpo)
Stångören är en ö i Finland.   Den ligger i kommunen Pargas i den ekonomiska regionen  Åboland  och landskapet Egentliga Finland, i den sydvästra delen av landet, 190 km väster om huvudstaden Helsingfors. Arean är 3,5 hektar.
Vägen mellan Kyrklandet och Gyltö går över Stångören och förbinder den genom vägbanken med Gyltö. Stångören ligger också inom Gyltös skyddsområde.